# Францішек Латинік
Францішек Ксавері Латинік (17 липня 1864 Тарнув, Австро-Угорщина — 29 серпня 1949 Краків, Польща) — польський військовий офіцер, полковник австро-угорської армії та генерал-майор Війська Польського.
Він був антагоністом Пілсудського, який критикував діяльність Латиника у Перемишлі.  Латинік пішов у відставку в березні 1925 року після Страйку генералів з деякими колишніми членами польських легіонів .

## Сім'я
У 1902 році він одружився з Геленою Стясні-Стрельбіцькою. У них було троє дочок: Анна (1902—1969), Ірена (1904—1974) та Антоніна (1906—1989), а також шестеро онуків: Ірена та Анджей Попель, Януша та Єжи Рігерів та Єжи та Яна Ветулані.

## Звання

### Австро-Угорська армія
- 1885: Другий лейтенант (Leutnant)
- 1889: Лейтенант (Oberleutnant)
- 1896: Капітан (Rittmeister)
- 1909: Майор (Major)
- 1911: Підполковник (Oberstleutnant)
- 1915: Полковник (Oberst)

### Військо Польське
- 1919: Нагороджений званням Генерал-Лейтенант (generał podporucznik)
- 1922: Нагороджений званням Генерал-Майор (generał dywizji)

## Відзнаки та нагороди
Австро-Угорщина

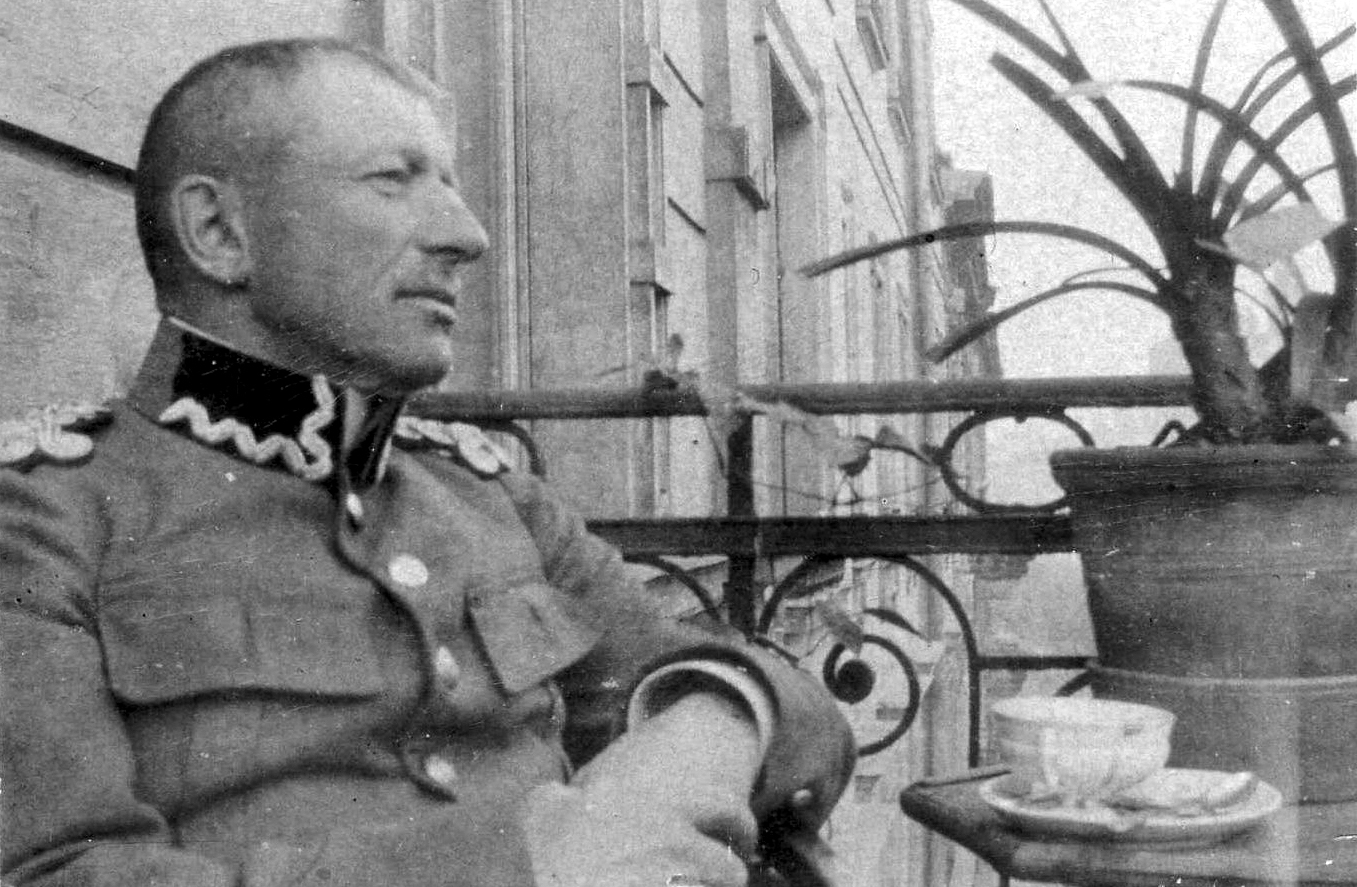
Генерал Францішек Ксавері Латинік після виходу на пенсію на балконі своєї квартири на вулиці Студенській у Кракові

- Орден Залізної корони 2 ступеня (1917 р.)
- Хрест військових заслуг (Австро-Угорщина)
- Орден Франца Йосипа

Польща
- Срібний хрест Virtuti Militari (1920)
- Командорський хрест Polonia Restituta (29 грудня 1921 р.)[3]
- Хрест Доблесті (Kzyż Walecznych, двічі — обидва в 1921 р.)
- Медаль за війну 1918—1921 рр
- Медаль 10-річчя Незалежності (1928 р.)

Інші
- Залізний хрест (1 і 2 клас)
- Офіцерський хрест Почесного легіону
- Орден Корони (Румунія) Великого Хреста[4]